# Grosser Brieglers Berg
Grosser Brieglers Berg är en bergstopp i Österrike.   Den ligger i distriktet Liezen och förbundslandet Steiermark, i den centrala delen av landet, 190 km väster om huvudstaden Wien. Toppen på Grosser Brieglers Berg är 2 073 meter över havet.
Terrängen runt Grosser Brieglers Berg är varierad. Närmaste större samhälle är Liezen, 16,8 km öster om Grosser Brieglers Berg. 
I omgivningarna runt Grosser Brieglers Berg växer i huvudsak blandskog. Runt Grosser Brieglers Berg är det ganska glesbefolkat, med 25 invånare per kvadratkilometer.